# European Research Center for Information Systems
Das ERCIS – European Research Center for Information Systems ist ein internationales Forschungsnetzwerk von Universitäten und Forschungseinrichtungen, das sich mit Fragen der digitalen Transformation, Informationssysteme und der Organisationsgestaltung befasst. Es fördert interdisziplinäre Forschung mit hoher gesellschaftlicher und wirtschaftlicher Relevanz in Zusammenarbeit mit Partnern aus Wissenschaft, Wirtschaft und öffentlichem Sektor.

## Geschichte und Struktur
Das ERCIS wurde im Jahr 2004 an der Universität Münster gegründet und gilt als Pionier der europäischen Wirtschaftsinformatik-Forschung. Es ist heute ein weltweit aktives Netzwerk, das sich mit Fragen rund um die digitale Transformation beschäftigt.
Die zentrale Steuerung des Netzwerks übernimmt das Steering Board, das die strategische Ausrichtung definiert sowie weitere internationale Kooperationen anregt.
Das Steering Board besteht aus repräsentativen Mitgliedern ausgewählter Partnerinstitutionen des Netzwerks.

## Forschungsschwerpunkte
Wissenschaftlerinnen und Wissenschaftler am ERCIS erforschen das Zusammenspiel von Mensch, Organisation und Technologie im Kontext soziotechnischer Informationssysteme. Die Forschung ist interdisziplinär und praxisnah ausgerichtet und deckt u. a. folgende Themen ab:
- Prozesswissenschaften[4]
- Data Science
- Geschäftsprozessmanagement (siehe bspw. die Ausrichtung durch ERCIS-Partner der International Conference on Business Process Management)
- Social Media Analytics und Misinformation[5]
- Digitale Transformation in Kleinen und Mittleren Unternehmen (KMU)[6]
- Krisenmanagement[7]
- Künstliche Intelligenz im Finanzsektor[8][9][10]
- E-Government & Public Sector Innovation[11]

Dabei werden wirtschaftswissenschaftliche, informatische, rechtswissenschaftliche und soziologische Perspektiven miteinander verknüpft. Die Breite der Forschung im ERCIS reicht von der Konzeption über die technische Umsetzung bis zur Evaluation von IT-Systemen auf individueller, organisationaler und gesellschaftlicher Ebene.

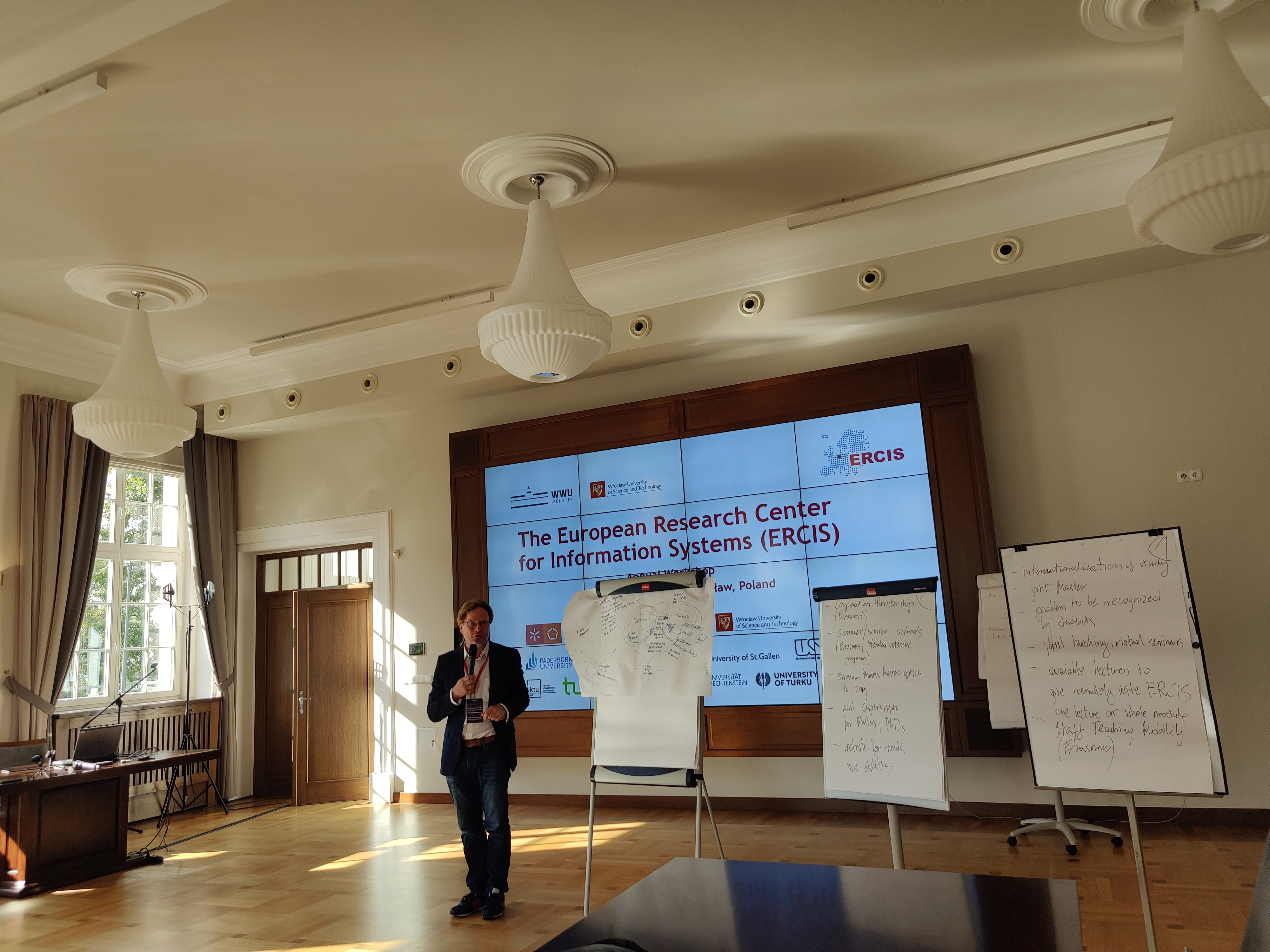
Jan vom Brocke, akademischer Direktor des ERCIS, während einer Präsention auf dem ERCIS Annual Workshop 2023 in Wrocław.

 Die Forscherinnen und Forscher des ERCIS veröffentlichen regelmäßig akademische Positionspapiere (ähnlich Kommentaren im Journalismus), um aktuelle Debatten zu IT-bezogenen Themen auf vor allem europäischer Ebene aktiv zu kommentieren und mitzugestalten. Ziel ist es, fundierte wissenschaftliche Perspektiven in politische, gesellschaftliche und wirtschaftliche Diskurse einzubringen und konkrete Impulse für die Gestaltung digitaler Transformation zu liefern.

## Netzwerk
Das ERCIS besteht aus über 30 Partnerinstitutionen weltweit, die eng in Forschung und Lehre zusammenarbeiten. Das ERCIS unterstützt den regelmäßigen Austausch der Mitglieder während jährlicher Workshops sowie Treffen auf den zentralen Konferenzen der Association for Information Systems, insbesondere auf der ECIS (European Conference on Information Systems) und auf der ICIS (International Conference on Information Systems).

### Internationale Forschungspartner
Assoziierte Forschungspartner, zu denen das ERCIS enge Beziehungen pflegt, sind:
| Hochschule                                                   | Stadt        | Land          |
| ------------------------------------------------------------ | ------------ | ------------- |
| Queensland University of Technology                          | Brisbane     | Australien    |
| KU Leuven                                                    | Löwen        | Belgien       |
| Universidade de São Paulo                                    | São Paulo    | Brasilien     |
| Copenhagen Business School                                   | Kopenhagen   | Dänemark      |
| Fachhochschule Aachen                                        | Aachen       | Deutschland   |
| Fachhochschule Südwestfalen                                  | Soest        | Deutschland   |
| Humboldt-Universität Berlin                                  | Berlin       | Deutschland   |
| Ruhr-Universität Bochum                                      | Bochum       | Deutschland   |
| Technische Universität Dortmund                              | Dortmund     | Deutschland   |
| Technische Universität Dresden                               | Dresden      | Deutschland   |
| Universität Hamburg                                          | Hamburg      | Deutschland   |
| Universität Koblenz                                          | Koblenz      | Deutschland   |
| Universität Münster                                          | Münster      | Deutschland   |
| Universität Paderborn                                        | Paderborn    | Deutschland   |
| Universität Potsdam                                          | Potsdam      | Deutschland   |
| Universitätsklinikum Heidelberg                              | Heidelberg   | Deutschland   |
| Loughborough University                                      | Loughborough | England       |
| Tallin University of Technology                              | Tallinn      | Estland       |
| Handelshochschule Turku                                      | Turku        | Finnland      |
| Universität Jyväskylä                                        | Jyväskylä    | Finnland      |
| Grenoble École de Management                                 | Grenoble     | Frankreich    |
| Kedge Business School                                        | Bordeaux     | Frankreich    |
| Kedge Business School                                        | Paris        | Frankreich    |
| Wirtschaftsuniversität Athen                                 | Athen        | Griechenland  |
| University of Galway                                         | Galway       | Irland        |
| Libera Università Internazionale degli Studi Sociali (LUISS) | Rom          | Italien       |
| Universität Chieti-Pescara                                   | Chieti       | Italien       |
| Katholische Universität vom Heiligen Herzen                  | Mailand      | Italien       |
| Universität Liechtenstein                                    | Vaduz        | Liechtenstein |
| Universität Tuscia                                           | Viterbo      | Italien       |
| Technische Universität Kaunas                                | Kaunas       | Litauen       |
| Technische Universität Eindhoven                             | Eindhoven    | Niederlande   |
| Universität Twente                                           | Enschede     | Niederlande   |
| Universität Leiden                                           | Leiden       | Niederlande   |
| Universität Utrecht                                          | Utrecht      | Niederlande   |
| Universität Agder                                            | Kristiansand | Norwegen      |
| Wirtschaftsuniversität Wien                                  | Wien         | Österreich    |
| Universität Danzig                                           | Danzig       | Polen         |
| Universität Breslau                                          | Breslau      | Polen         |
| Universität Minho                                            | Guimarães    | Portugal      |
| Technische Universität Luleå                                 | Luleå        | Schweden      |
| Universität St. Gallen                                       | St. Gallen   | Schweiz       |
| Universität Maribor                                          | Maribor      | Slowenien     |
| Pohang University of Science and Technology                  | Pohang       | Südkorea      |
| Universität Sevilla                                          | Sevilla      | Spanien       |
| IE Business School                                           | Madrid       | Spanien       |
| Karls-Universität Prag                                       | Prag         | Tschechien    |
| Simon Kuznets Kharkiv National University of Economics       | Charkiw      | Ukraine       |
| Corvinus-Universität Budapest                                | Budapest     | Ungarn        |
| Stevens Institute of Technology                              | Hoboken      | USA           |

### Praxisbeirat
Ein Beirat, bestehend aus Unternehmen verschiedener Branchen, begleitet die Arbeit des ERCIS und stellt die Verbindung zwischen Wissenschaft und Praxis sicher. Er unterstützt praxisnahe Forschung, Lehrformate sowie die Nachwuchsförderung.